# Cynipidae
Famille
Les Cynipidae, aussi appelés « guêpes à galles » ou « mouche à galles », sont une famille de l'ordre des hyménoptères et appartiennent au sous-ordre des apocrites dans la super-famille des Cynipoidea. Environ 1 300 espèces de ces très petits insectes (1-8 millimètres) sont connues dans le monde, avec environ 360 espèces de 36 genres différents en Europe et quelque 800 espèces en Amérique du Nord.

## Caractéristiques
Comme tous les Apocrita, les guêpes gallicoles présentent une constriction entre le premier et le second segment de l'abdomen, la célèbre taille de guêpe. 

## Reproduction et développement
La cycle de reproduction des Cynipidae présente une alternance entre une ou plusieurs générations sexuée et aséxuée (par parthénogénèse). 
Les larves de la plupart des guêpes gallicoles se développent au sein de galles caractéristiques.
Les galles se développent sur la plante directement après la ponte par la femelle. Le développement de la galle est largement inconnu. Après l'éclosion, la larve se nourrit des tissus de la galle dans laquelle elle a été protégée pendant tout le début de sa croissance. La plante d'accueil, la taille et la forme de la galle sont spécifiques pour la majorité des guêpes gallicoles mais 70 % des espèces connues s'attaquent aux différentes espèces de chênes. On peut trouver des galles sur quasiment toutes les parties de l'arbre, les feuilles, les bourgeons, les branches, et les  racines. D'autres espèces vivent sur les roses ou les érables. Le plus souvent, l'identification de l'espèce est bien plus facile par l'observation des galles produites que par celle de l'insecte lui-même.

## Types
Les plus connues des guêpes gallicoles sont celles provoquant les différents types de galles du chêne (Cynips quercusfolii, Biorhiza pallida, Andricus kollari, Andricus dentimitratus, etc), qui provoquent une galle plus ou moins sphérique, de taille variable, sous les feuilles ou sur les rameaux de chênes.

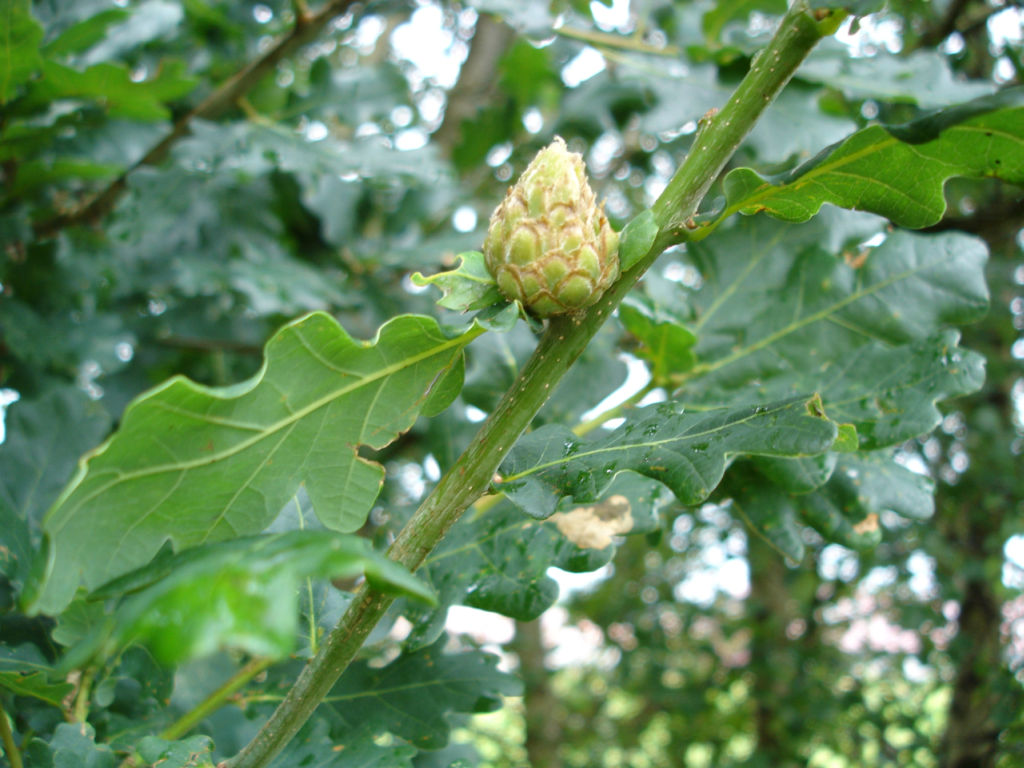
Andricus fecundatrix Génération de galle par parthénogenèse
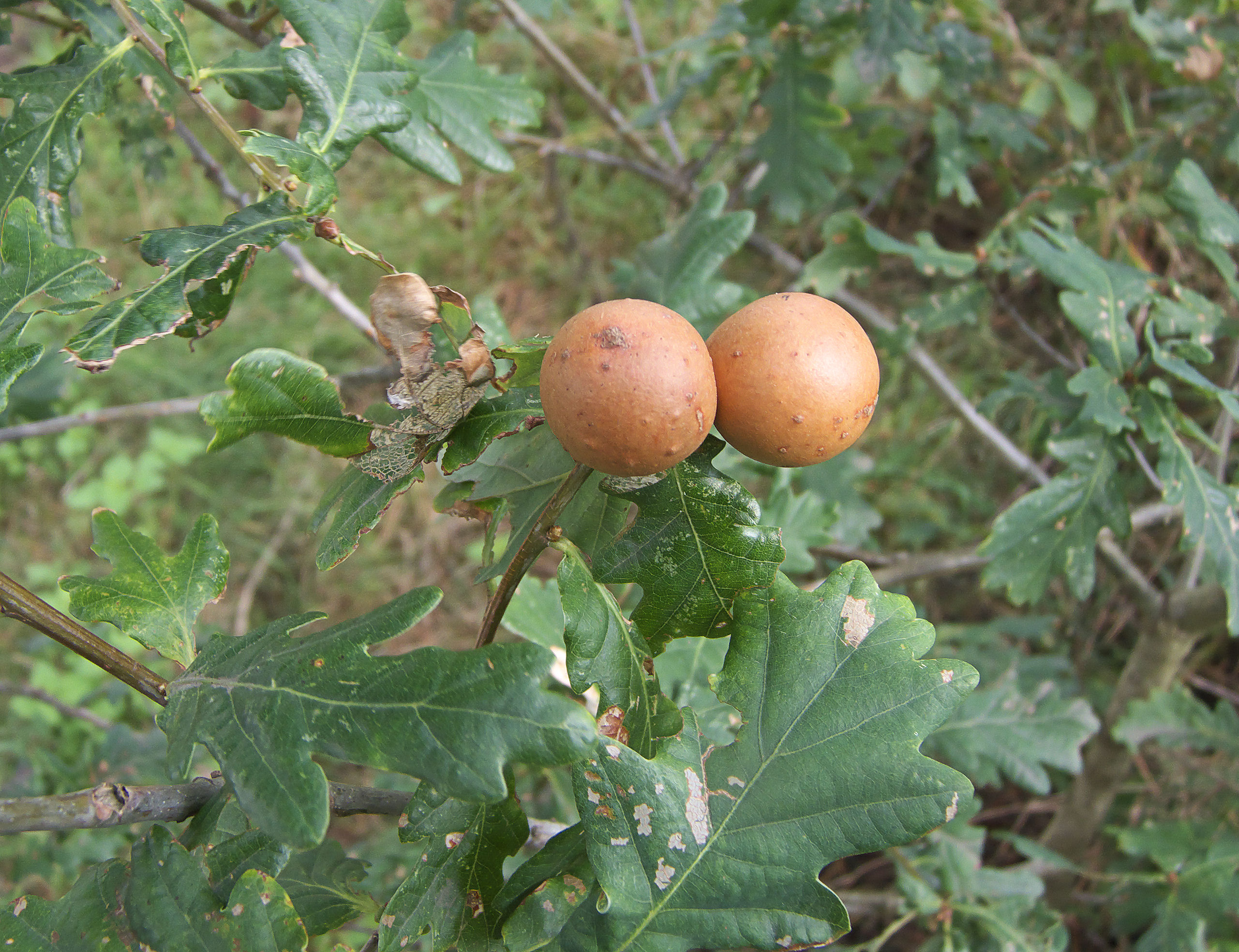
Galle d'Andricus kollari
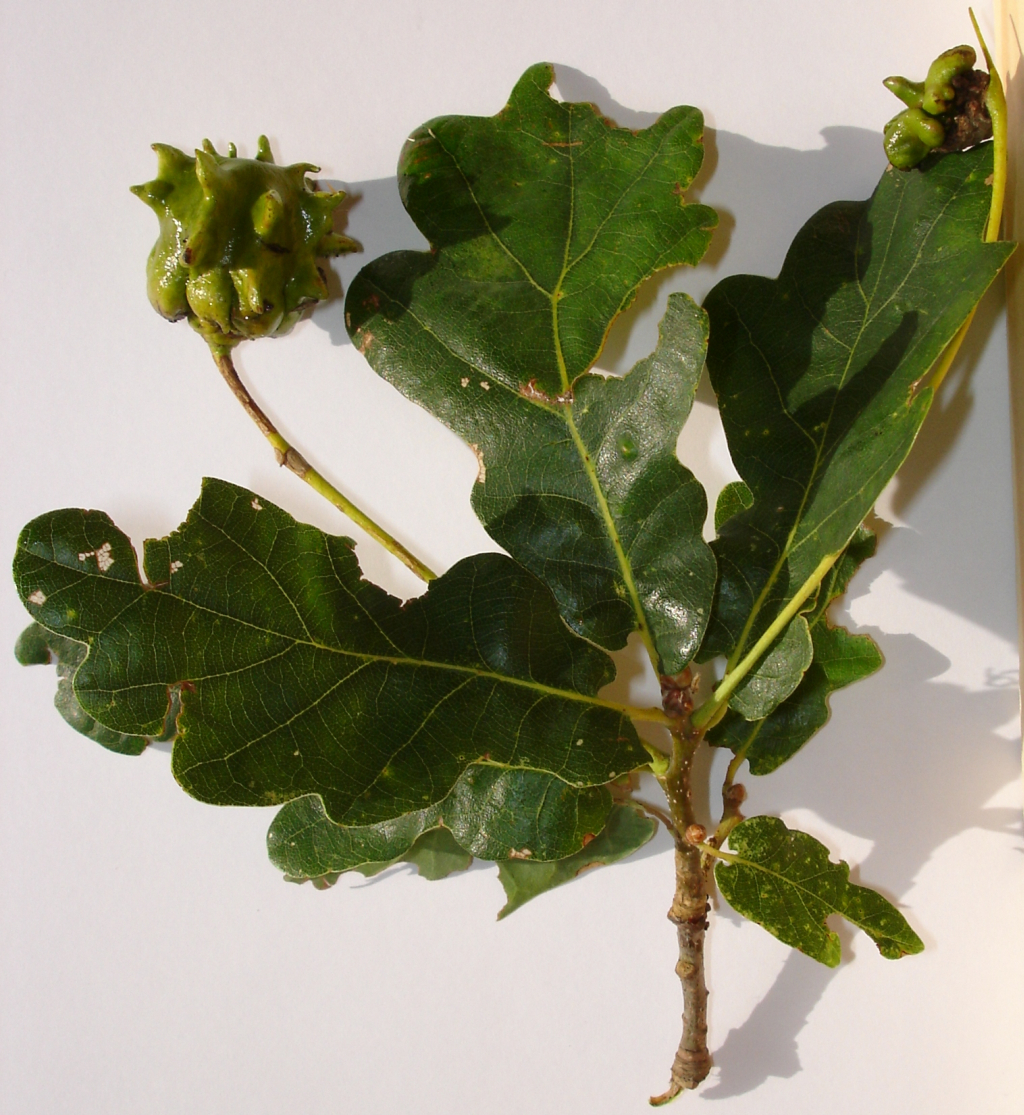
Andricus quercuscalicis
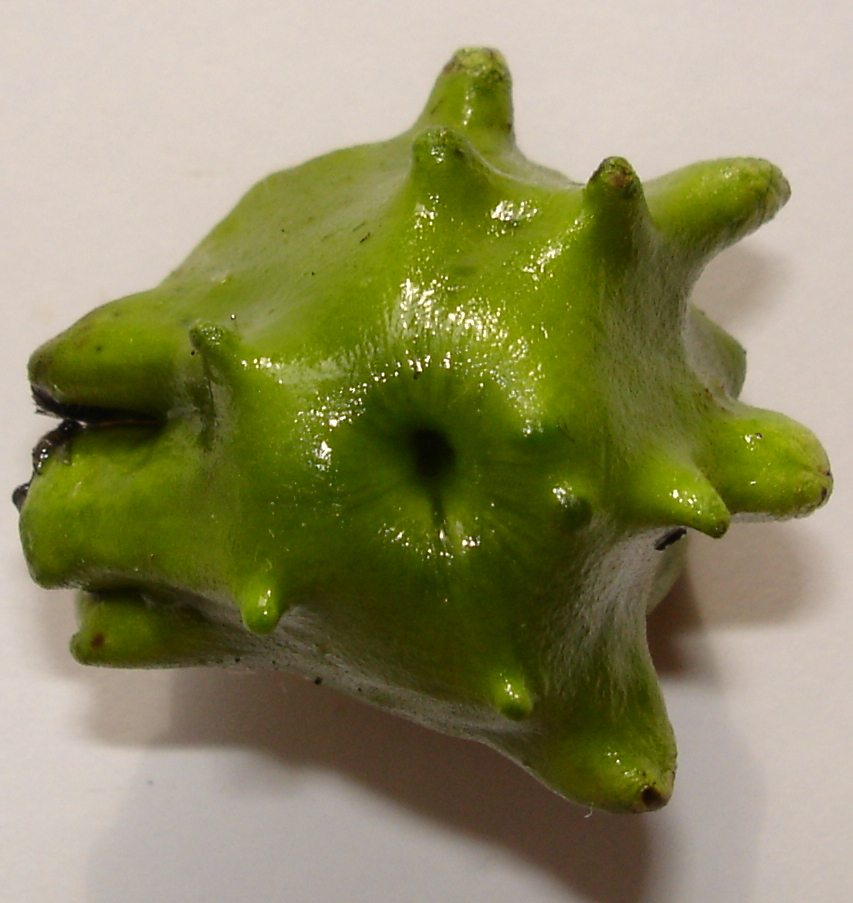
Andricus quercuscalicis
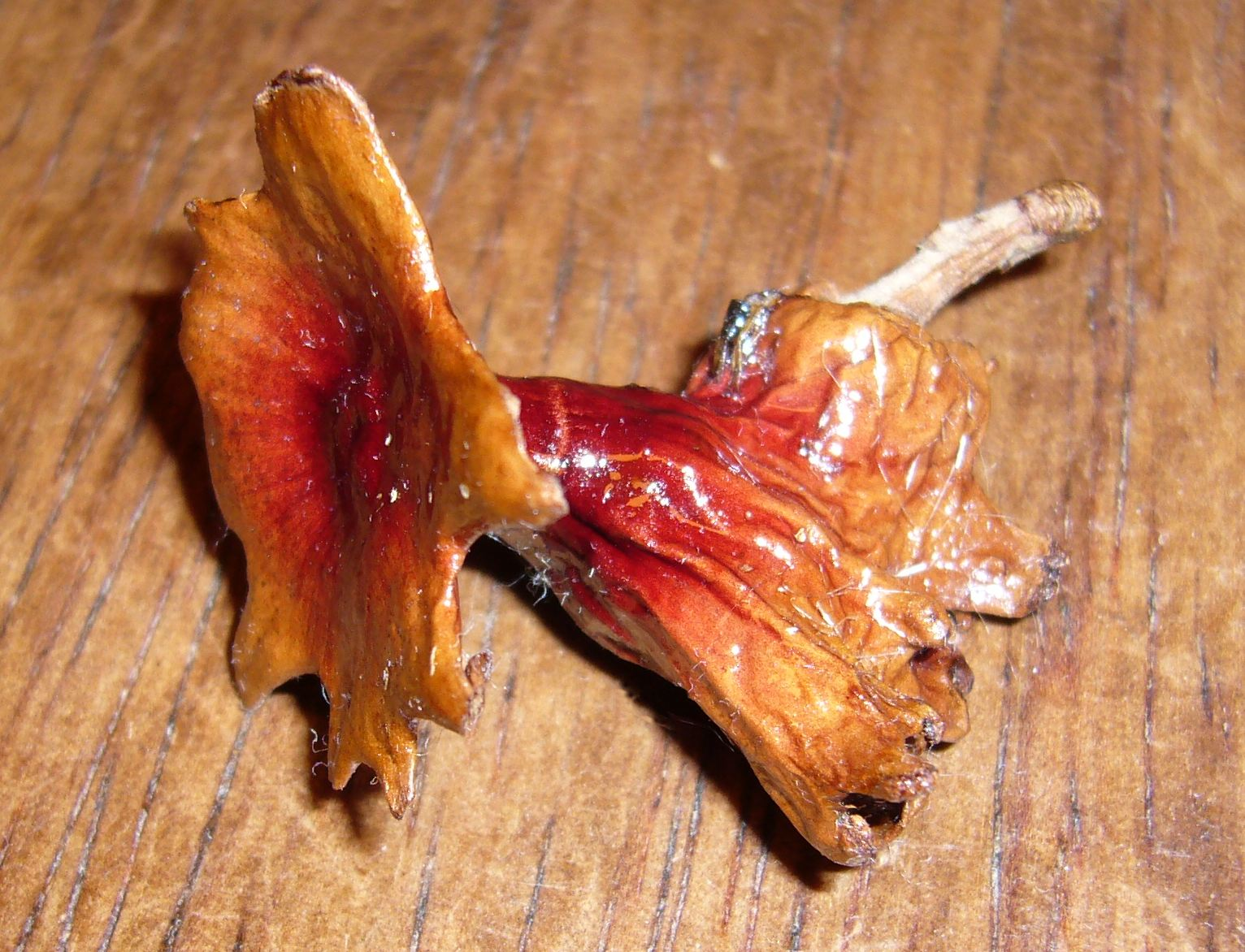
Galle d'Andricus dentimitratus
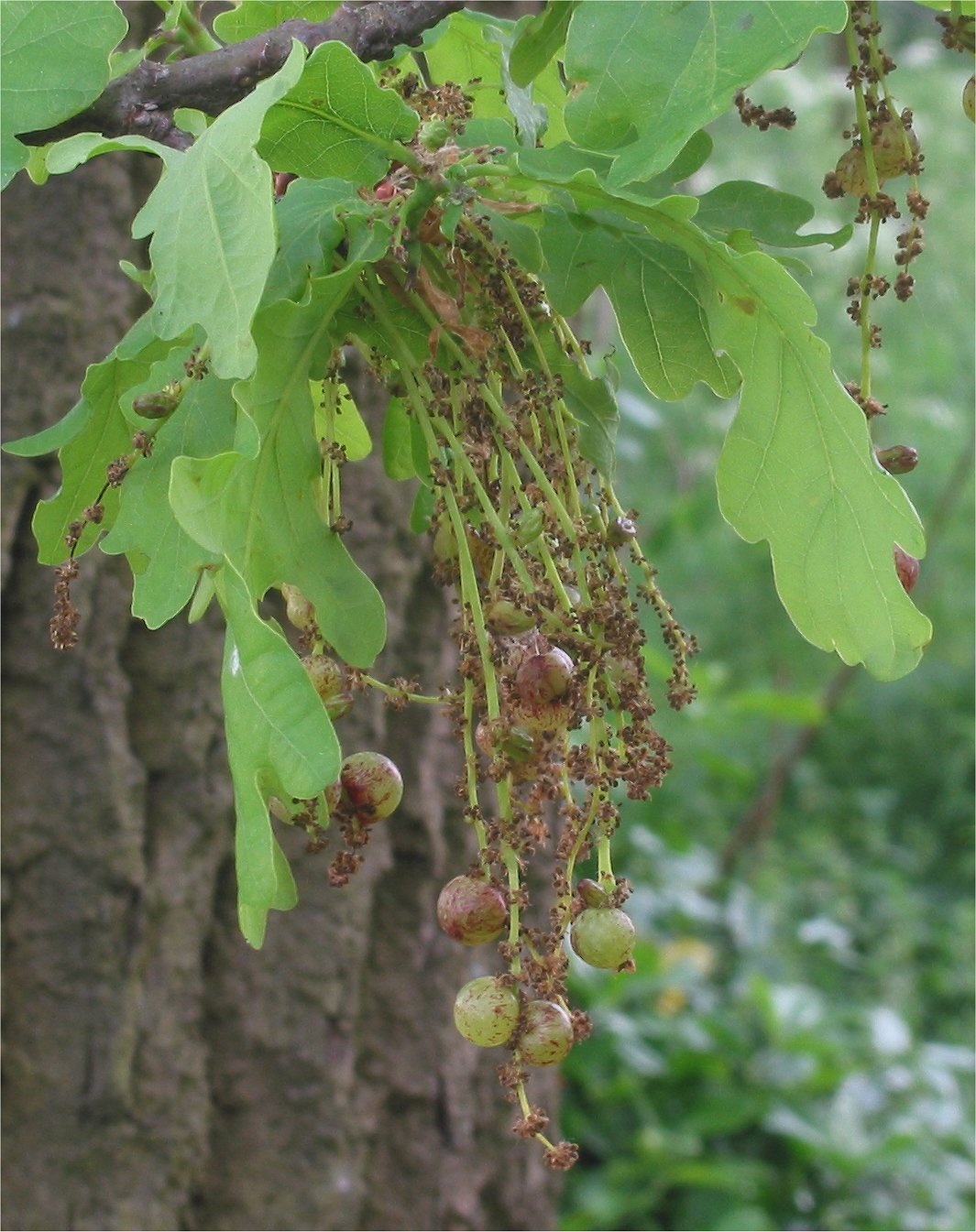
Neuroterus quercusbaccarum Génération sexuée de galle
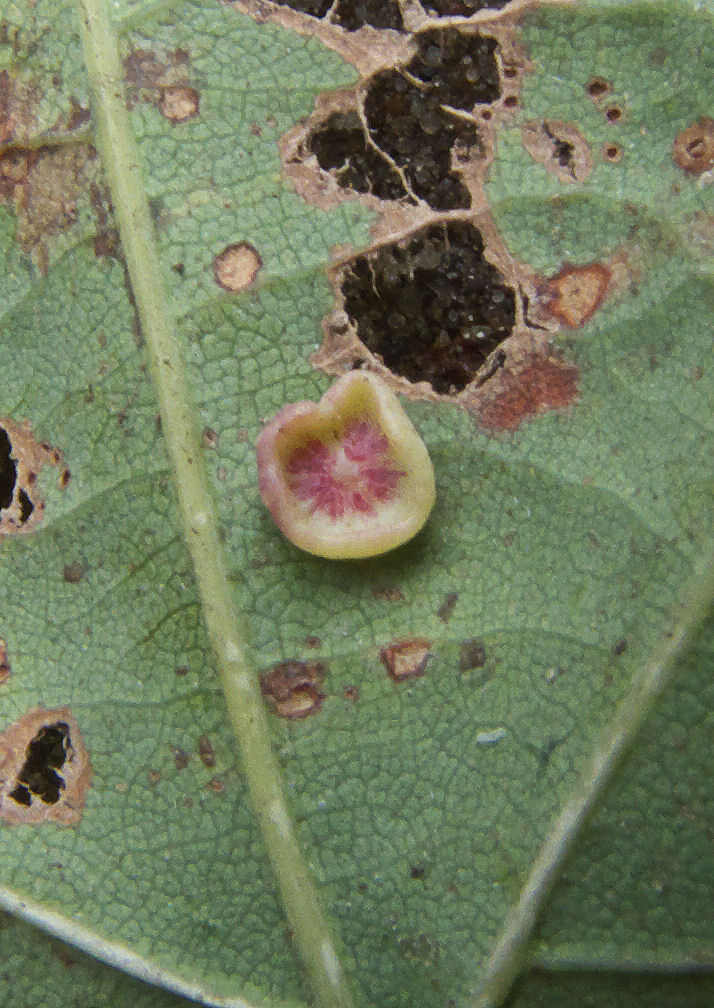
Galle de Neuroterus laeviusculus

## Ensemble des genres

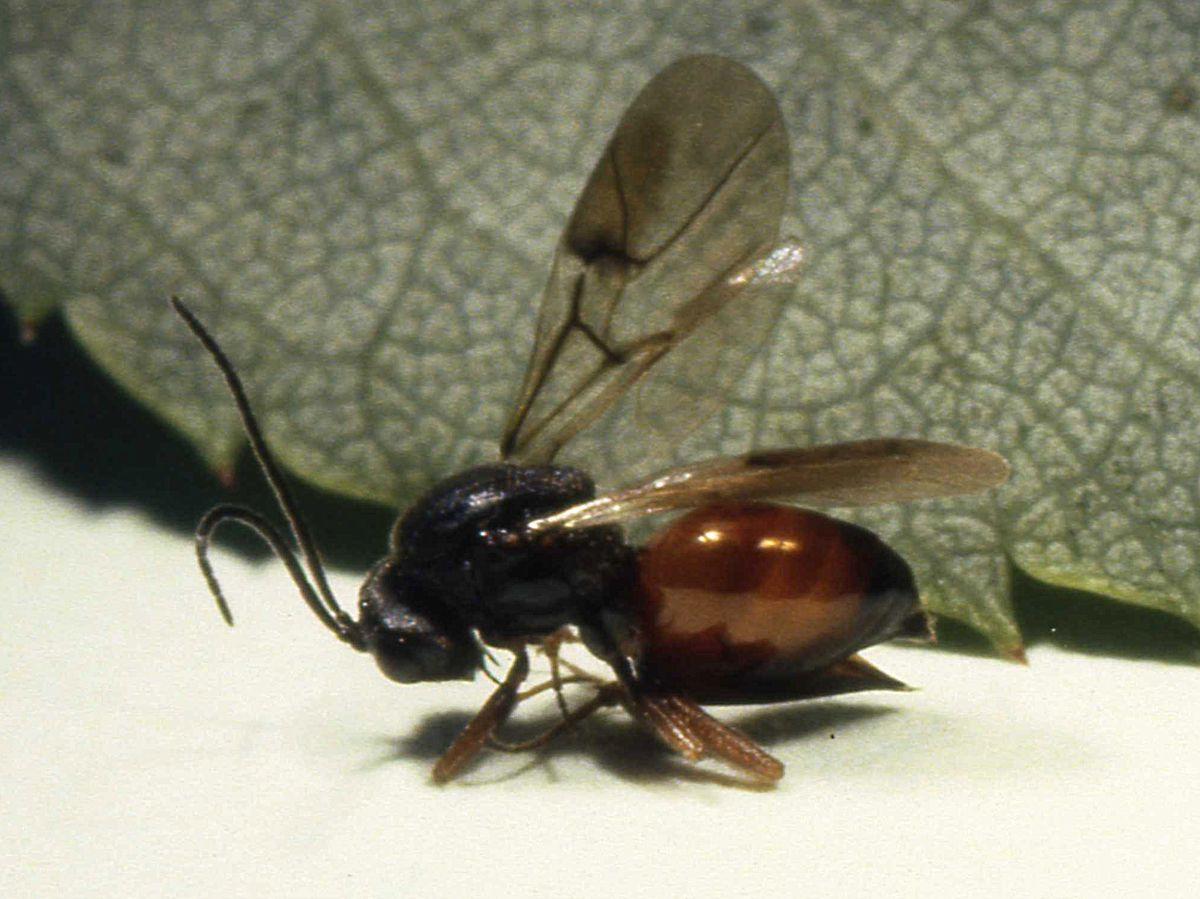
Le Cynips du rosier (Diplolepis rosae), galligène des églantiers

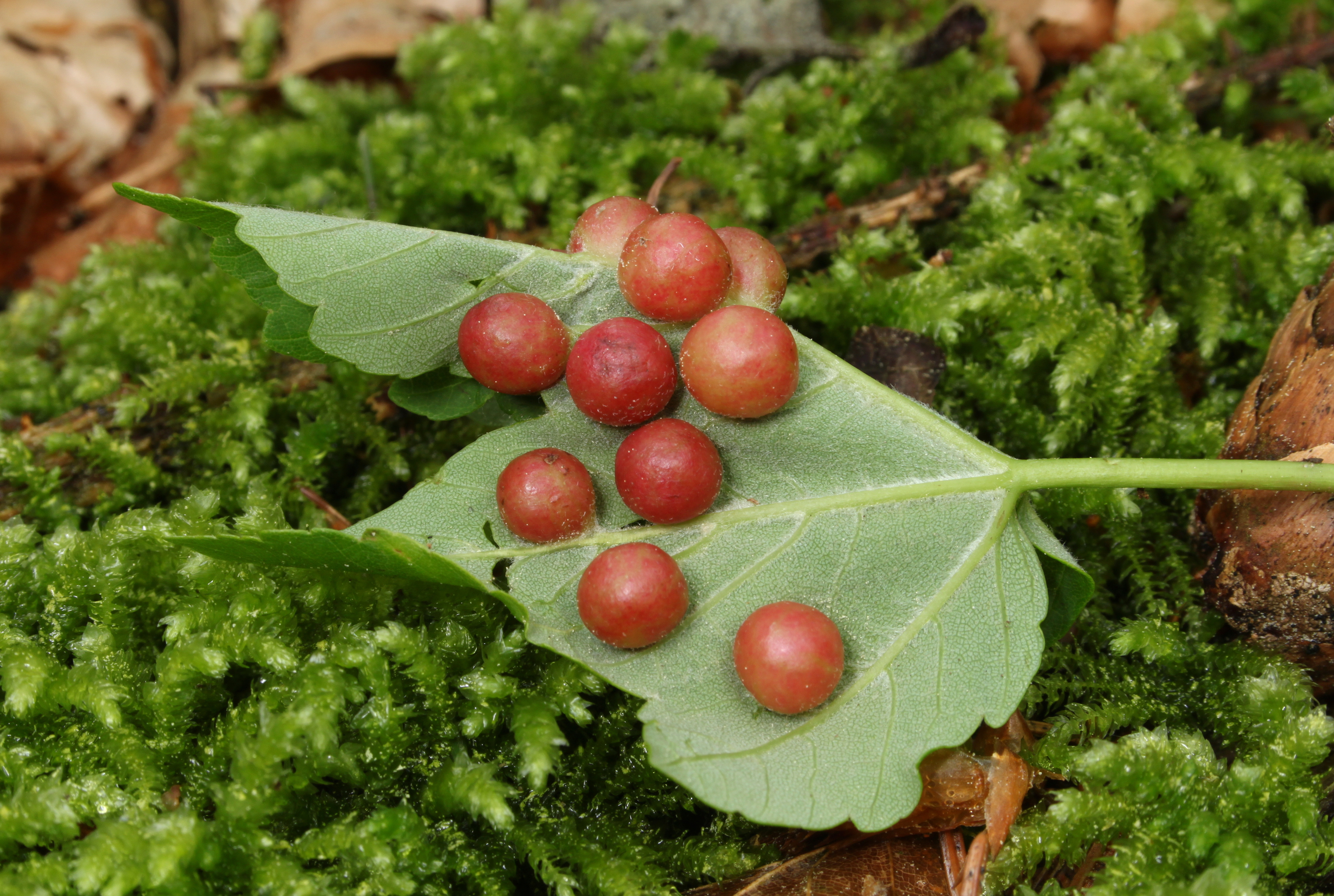
Galle de Pediaspis aceris sur feuille d'érable

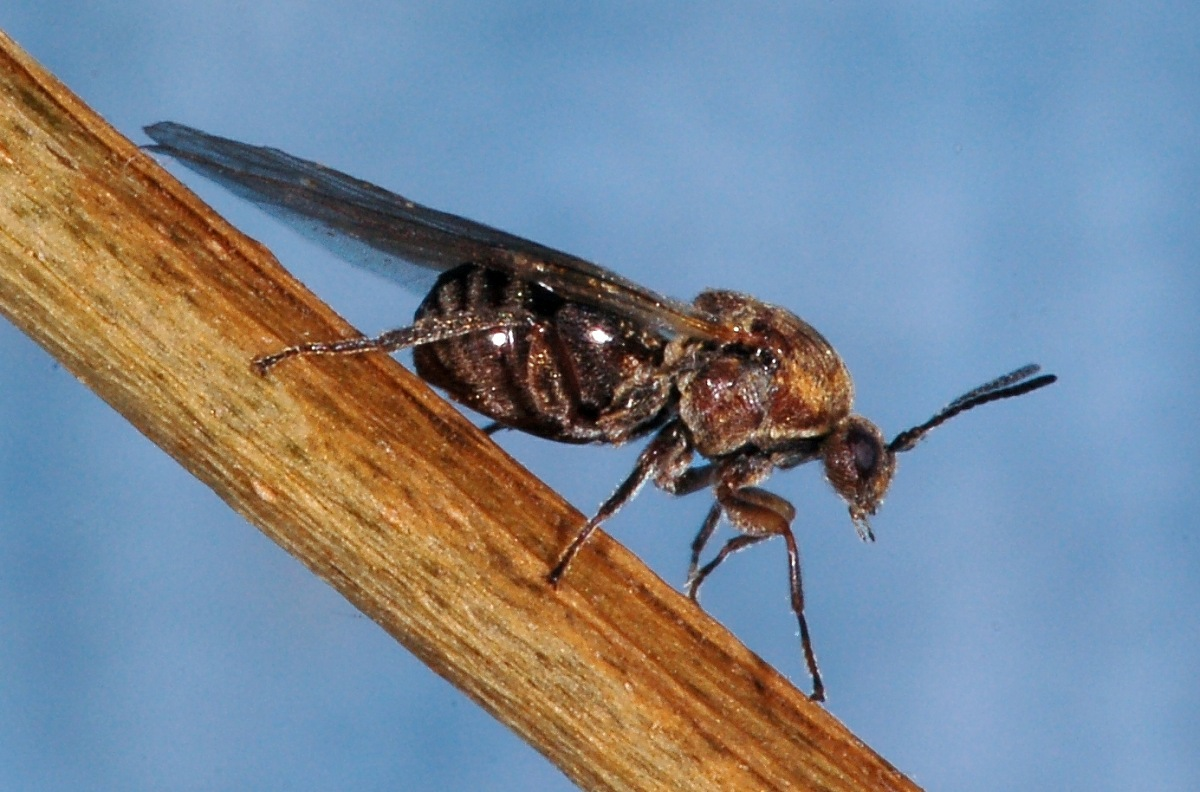
Andricus coriarius (galligène des chênes)

Selon ITIS (09 mars 2019), GBIF (09 mars 2019) et Bug Guide :
- Acraspis
- Amphibolips
- Andricus
- Antistrophus
- Aphelonyx
- Atrusca
- Aulacidea
- Aulax
- Aylax
- Barbotinia
- Barucynips
- Bassettia
- Belonocnema
- Biorhiza
- Callirhytis
- Cecconia
- Cecinothofagus
- Ceroptres
- Cerroneuroterus
- Chilaspis
- Coffeikokkos
- Cyclocynips
- Cycloneuroterus
- Cynips
- Diastrophus
- Diplolepis
- Disholcaspis
- Dryocosmus
- Eschatocerus
- Euceroptres
- Eumayria
- Eumayriella
- Fontaliella
- Hedickiana
- Heteroecus
- Hodiernocynips
- Hypodiranchis
- Iraella
- Isocolus
- Kinseyella
- Latuspina
- Leptolamina
- Liebelia
- Liposthenes
- Lithonecrus
- Loxaulus
- Neaylax
- Nebulovena
- Neuroterus
- Odontocynips
- Palaeogronotoma
- Panteliella
- Parapanteliella
- Paraschiza
- Paraulax
- Paribalia
- Pediaspis
- Periclistus
- Phanacis
- Philonix
- Phylloteras
- Plagiotrochus
- Pseudoneuroterus
- Qwaqwaia
- Rhodus
- Rhoophilus
- Saphonecrus
- Synergus
- Synophromorpha
- Synophrus
- Timaspis
- Trichagalma
- Trichoteras
- Trigonaspis
- Trisolenia
- Ufo
- Vetustia
- Xanthoteras
- Xestophanes
- Xystoteras
- Zapatella
- Zopheroteras

## Sous-familles et genres européens

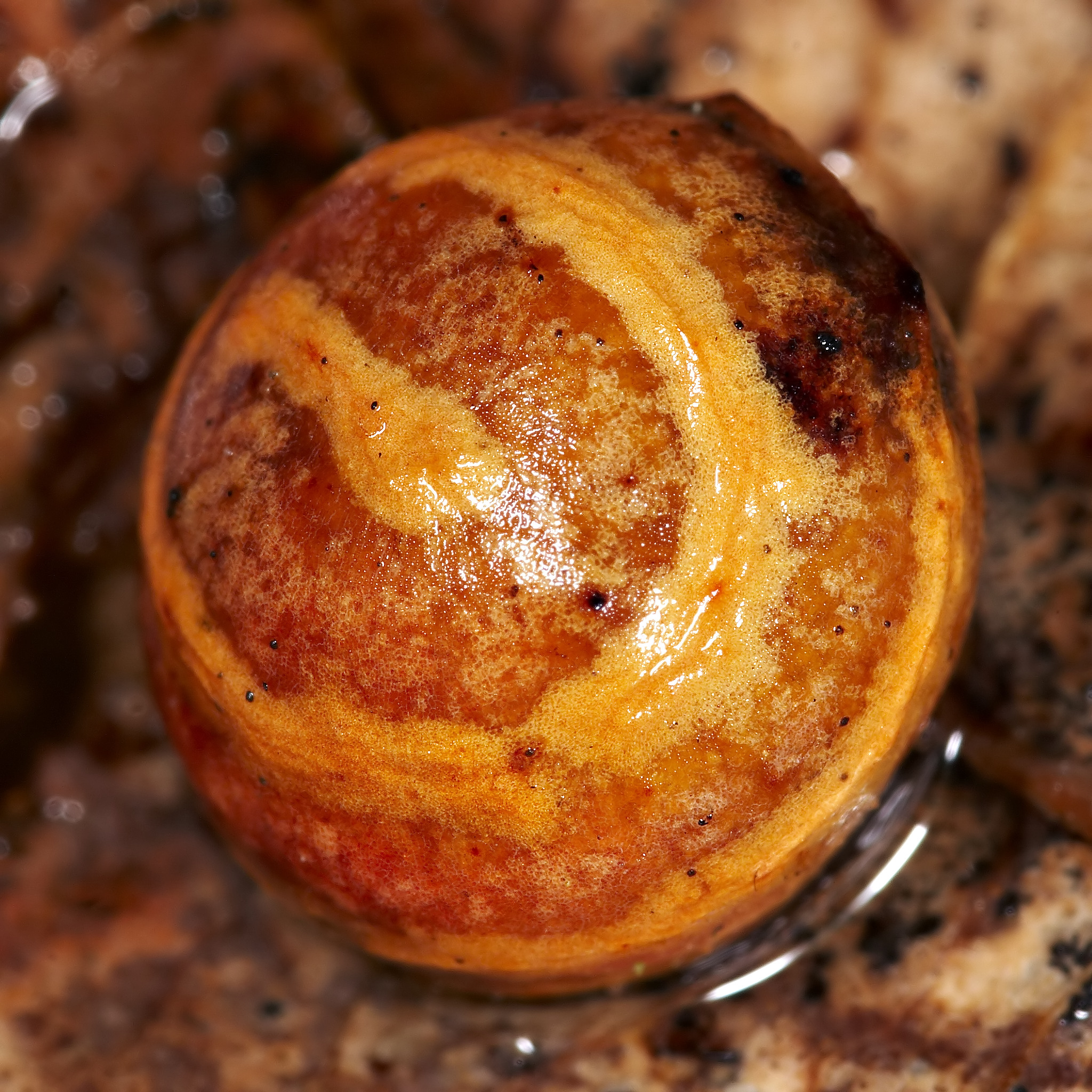
Galle de Cynips longiventris

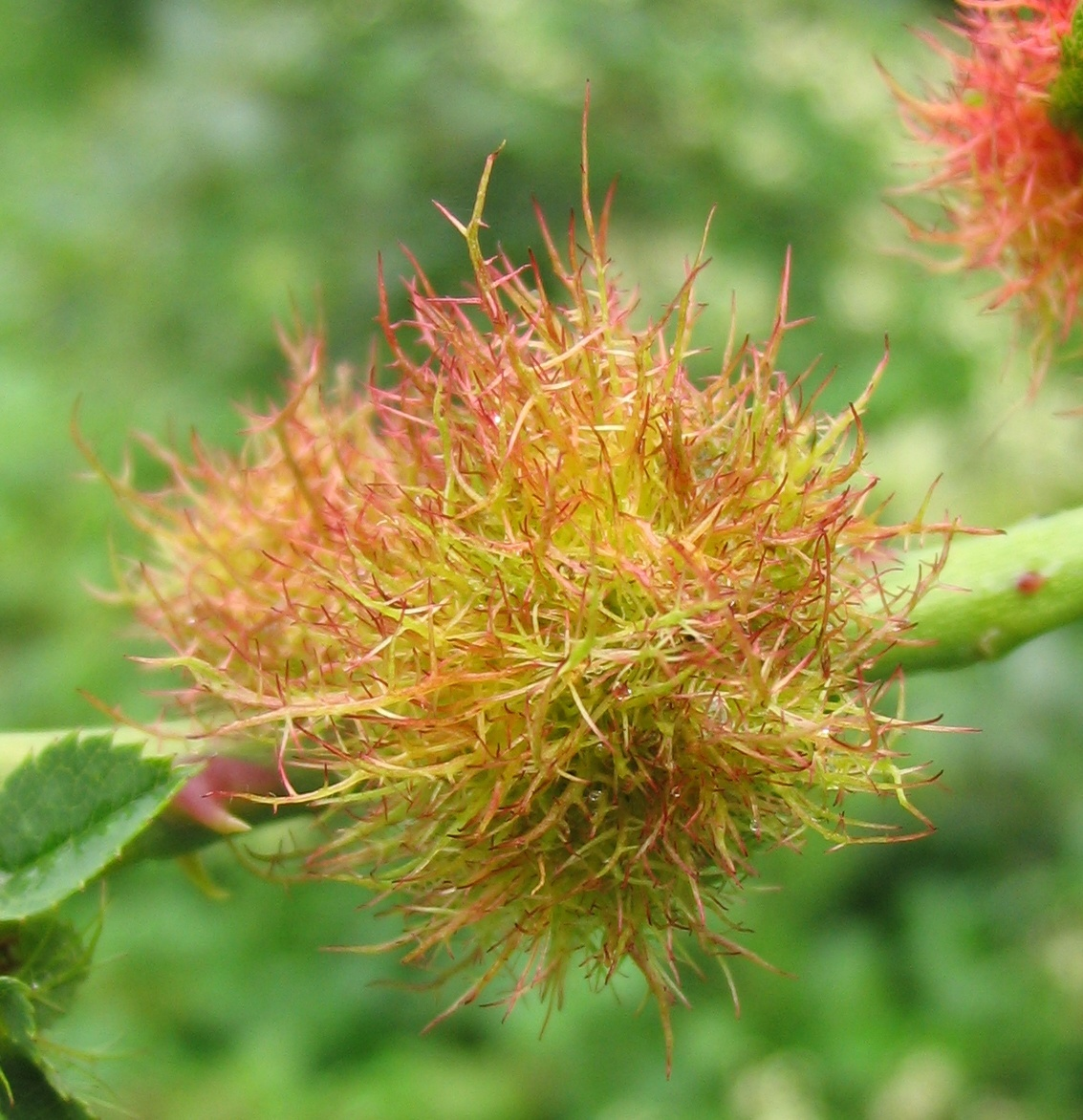
Bédégar

Selon Fauna Europaea (02 mars 2019) :
Sous-famille Aylacini
- Aulacidea
- Aylax
- Barbotinia
- Cecconia
- Diastrophus
- Iraella
- Isocolus
- Liposthenes
- Neaylax
- Panteliella
- Parapanteliella
- Phanacis
- Rhodus
- Timaspis
- Vetustia
- Xestophanes

Sous-famille Cynipini
- Amphibolips
- Andricus
- Aphelonyx
- Biorhiza
- Callirhytis
- Chilaspis
- Cynips
- Dryocosmus
- Neuroterus
- Plagiotrochus
- Pseudoneuroterus
- Trigonaspis

Sous-famille Diplolepidini
- Diplolepis
- Liebelia

Sous-famille Pediaspini
- Pediaspis

Sous-famille Synergini
- Ceroptres
- Periclistus
- Saphonecrus
- Synergus
- Synophrus

### Littérature
- (en) Gauld, I.D., Bolton, B. (1988) : The Hymenoptera, Oxford
- (en) Honomichl, K., Bellmann, H. (1994) : Biologie und Ökologie der Insekten (In German)
- (en) Liljeblad, J. (2002) : Phylogeny and evolution of gall wasps (Hymenoptera: Cynipidae). Department of Zoology, Stockholm University. 1-176. Doctoral thesis.
- Voir bibliographie de l'article Galle